# サニーマート
株式会社サニーマート（SUNNY MART CO.,LTD.）は、高知県高知市にある高知県を中心にスーパーマーケット、コンビニエンスストアを展開する総合小売業者。ニチリウグループに加盟している。

## 概要

### スーパーマーケット

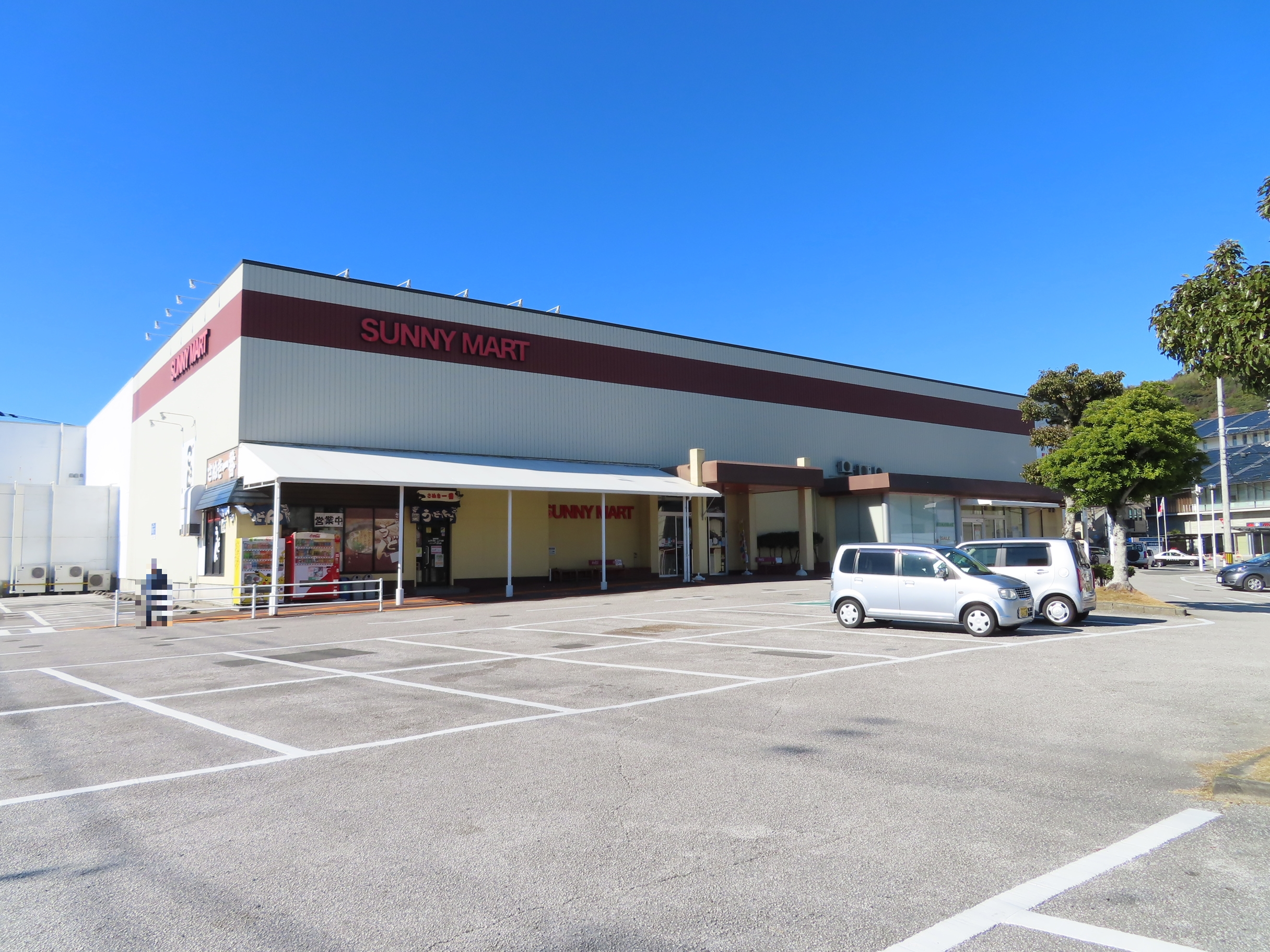
サニーマート伊野店（2022年1月）

スーパーマーケットは2022年1月現在高知県と愛媛県松山市で直営店23店舗を展開。その他、高知県西部（幡多地域や檮原町といった商圏人口が少なく直営では運営困難なエリア）において地元企業によるフランチャイズ店舗を9店舗展開している。以前は香川県にも店舗を展開していたが、2014年に撤退した。
店舗ブランドについては、外部テナントを多数導入したいわゆるショッピングセンター形式の大型店はサニーアクシス、標準タイプの中型店舗はサニーマート、小型店舗は毎日屋の名称で運営されている。またフランチャイズ店舗については「サニーマートFC サングリーンクリハラ」（宿毛市）などのように、FC加盟社の屋号を併記した名称となっている。

### コンビニエンスストア
1984年からホットスパーを展開していたが、2001年にはローソンなど他大手チェーンの出店攻勢により顧客を奪われスパーの出店を事実上中止し、スリーエフと提携。直営店およびフランチャイズ店のほとんどをスリーエフへと転換し、2005年に株式会社スリーエフ中四国として分社化した。
スリーエフは2014年10月現在、高知県に66店舗、愛媛県に14店舗、徳島県に1店舗を展開していた。このうち徳島県は海部郡海陽町（旧海南町）の1店舗のみで、サニーマート全体としても唯一の徳島県の店舗であった。なお、2005年8月時点では高知県と徳島県で直営12店舗、フランチャイズ49店舗での運営であった。
2014年12月8日に大手コンビニエンスストアチェーンのローソンとフランチャイズ契約を締結した。同時期に株式会社スリーエフ中四国がサニーマートに吸収合併。2015年2月以降、既存の高知県内のスリーエフは順次ローソンに転換され、3月20日付で完了した。それに伴い、2015年4月1日に合弁会社として株式会社ローソン高知を設立（サニーマートが51%を有する）。高知県内のローソンを担当するエリアフランチャイザーとして、旧スリーエフから転換したローソンと高知県内の既存のローソンをローソン本体から承継して運営している。なお高知県外の店舗は承継せず、ローソン本社の下でローソンに転換されている。これによりサニーマートは徳島県から完全撤退した。

### その他
関連会社がレンタルビデオ店（TSUTAYA）、自動車販売店（日産サティオ高知）、ファミリーレストラン（ココス）などを展開している。

## 沿革
- 1961年（昭和36年）9月 - 高知市鴨部に有限会社主婦の店朝倉鴨田店（しゅふのみせあさくらかもだてん）としてスーパーマーケットを開業[1]。
- 1966年（昭和41年）7月30日 - 高知市桟橋通三丁目95番地に株式会社主婦の店桟橋店（しゅふのみせさんばしてん）を資本金1,000万円で設立[1]。
- 1968年（昭和43年）
  - 3月26日 - 株式会社主婦の店伊野店を合併し、資本金を1,700万円に増資。
  - 3月31日 - 商号を株式会社主婦の店サニーに変更し、本店を高知市朝倉甲838番地に移転[6]。
- 1971年（昭和46年）5月6日 - 本店を高知市上町一丁目6番14号に移転。
- 1972年（昭和47年）7月27日 - 商号を株式会社サニーマートに変更。
- 1973年（昭和48年）
  - 3月 - 総合配送センターを開設し、生鮮食品のセントラルパッケージ体制を展開[1]。
  - 12月20日 - 資本金を3,400万円に増資。
- 1974年（昭和49年）3月10日 - 本店を高知市知寄町二丁目1番地8に移転[6]。
- 1982年（昭和57年）2月 - 中央流通センターを開設し、配送センターを移転[1]。
- 1984年（昭和59年）
  - カスミコンビニエンスネットワーク（現：ホットスパーコンビニエンスネットワーク）と四国エリアでの出店契約をし、ホットスパーを展開。
  - 書籍販売・レンタルビデオの事業部「ウイル」の前身である「ブックマート書苑」を高知市朝倉に開店。
- 1985年（昭和60年） - 書籍販売・レンタルビデオの「ブックスウイル」の1号店を高知市青柳町に開店（その後TSUTAYA御座店開店により閉店。）。
- 1986年（昭和61年） - ウイル事業部発足。
- 2001年（平成13年）
  - 3月 - スパー出店を中止。スリーエフと提携し、直営店の全店・フランチャイズ店のほとんどをスリーエフへと転換。
  - TSUTAYAを運営するカルチュア・コンビニエンス・クラブとの全面フランチャイズ契約により、屋号を「ブックスウイル」から「TSUTAYA」（愛媛は「TSUTAYA WILL」）に改名。
- 2003年（平成15年） - ウイル事業部を株式会社サニーマートより分社し、株式会社ウイル設立。
- 2005年（平成17年） - コンビニエンスストア事業を「株式会社スリーエフ中四国」として分社。
- 2007年（平成19年）2月 - サニーアクシスいの店開店。
- 2010年（平成22年）6月15日 - 香川県の直営店・サニーマート観音寺店が閉店。これにより香川県内の店舗は円座店の1店舗のみとなる。
- 2014年（平成26年）
  - 11月15日 - サニーマート円座店（香川県高松市）が閉店し、香川県から完全撤退する。
  - 12月8日 - ローソンとフランチャイズ契約を締結[5]。
  - 12月 - 株式会社スリーエフ中四国を吸収合併。四国内のスリーエフはサニーマート直轄による運営となる[4]。
- 2015年（平成27年）
  - 1月27日 - 四万十市右山五月町に毎日屋さつき店開店[7]。
  - 2月1日 - サニーマート運営の旧スリーエフ店舗のうち、愛媛県・徳島県に関わるコンビニエンスストア事業をローソンへ吸収分割（ローソンへ鞍替え後はローソン本体による運営となる、）[8]。
  - 2月6日 - 高知県内の旧スリーエフ10店舗を転換したローソンを開店。以降、他の店舗も順次ローソンへの転換を実施[4][5]。
  - 4月1日 -「 ローソン高知」を設立、高知県内の旧スリーエフから転換したサニーマートが運営していた62店舗と従前はローソンが運営していた高知県内のローソン66店舗を運営[4][9]。
- 2018年（平成30年）
  - 2月12日 - 本店を高知市知寄町二丁目1番37号から同市山手町81番地に移転。同時に本社機能があった中央流通センター（高知市南御座9番11号）を閉鎖[10]。
  - 5月25日 - 売り場面積1,93平方メートル、駐車場130台分を設置する山手店開店[11]。
- 2022年（令和4年）5月1日 - 株式会社サニーアシストを合併。

## 関連企業
- あさくらセンター - 当会社の大株主
- サニーフーヅ - ココスのフランチャイズ、小僧寿しの四国・兵庫県店舗および回転寿司「寿し一貫」を運営
- 日産サティオ高知
- 四国家電 - ベスト電器のフランチャイズ。
- ウイル - TSUTAYA・サブウェイのフランチャイズ。「ブックスウイル」の名称で書籍販売・レンタルビデオ店を運営していた[12]。
- ローソン高知 - ローソンとの合弁、高知県内のローソンエリアフランチャイザー。
- サニー不動産
- ダスキンサニーマート
- 高知食糧 - 当会社の発祥母体。

## 名前が類似する店舗についての補足
隣接する愛媛県には当社運営のサニーマートの他、別会社運営のスーパーマーケットサニーマートが存在したが、後者は2014年にサニーTSUBAKIに店名変更を行った。これにより店名の重複は解消されたが、同社の倒産からフジ傘下入りを経てブランド自体が消滅（フジ及びスーパーABCへのリブランド）した。
この他、福岡県などに店舗を置くスーパーマーケットのサニーや、神奈川県の京浜急行が経営する京急サニーマートや長野県のサニースーパーチェーンなどとも無関係である。
また、広島県福山市で同名のスーパーマーケットを展開していた企業はサニーマートの店舗を閉鎖している。